# دارماپوری
دارماپوری (به انگلیسی: Dharmapuri) یک منطقهٔ مسکونی در هند است که در بخش دهرماپوری واقع شده‌است. دارماپوری ۲۵٫۳۲ کیلومتر مربع مساحت و ۱۱۳٬۲۱۸ نفر جمعیت دارد و ۴۵۷ متر بالاتر از سطح دریا واقع شده‌است.